# 威德維爾 (阿拉巴馬州)
威德（英語：Weedville）是一個位於美國阿拉巴馬州克倫肖縣的非建制地區。該地的面積和人口皆未知。

## 地理
威德的座標為31°31′08″N 86°13′23″W / 31.51888°N 86.22305°W，而該地最高點為海拔高度138米（即453英尺）。